# طاجين المدقوق
طاجين المدقوق هو طبق تقليدي من المطبخ الجزائري ويسمى أيضًا مدقوق، أو طاجين الرخام، أو دولمة آدم، أو دولمة البيض.

## نبذة
يُحضر طاجين المدقوق تقليديًا باللحم المفروم والبيض المسلوق، والزبدة المذابة والفلفل الأسود، وملح وبصل مفروم وثوم وزيت مع لمسة من القرفة . وتُقدم كرات اللحم المفرومة التي تحتوي على بيضة مسلوقة في المنتصف، تزين بالبقدونس المفروم.
```
يُعد المدقوق طبق تقليدي من المطبخ الجزائري،
[
5
]
 ويحظى بشعبية في 
الجزائر
 وقبل عليه الأطفال، بفضل التأثير المفاجئ للبيضة المخفية في داخل اللحم المفروم.
```

يُحضر أيضا خلال شهر رمضان، مصحوبًا بأطباق خاصة لهذا الشهر، وخلال الاحتفالات مثل حفلات الزفاف والمعمودية والمناسبات الاحتفالية الأخرى.

## التسمية
في كتاب الطبخ الجزائري القديم للسيدة فاطمة الزهراء بوعيد، يُشار إلى هذا الطبق باسم المدقوق، ومن المعروف أيضًا بأسماء أخرى مثل طاجين الرخام،  ودولما البيض. أود عين سبانيوليا؛ ويعني على التوالي عين امرأة إسبانية، أو طاجين الفاس، حيث يأتي التفسير من الكرات المحشوة بالبيض. وعند تقديمها، تُقطّع إلى نصفين متماثلين، ما يعكس معنى كلمة "فص" في الجزائر. وتختلف أسماء وطرق إعداد الأطباق من منطقة لأخرى، مما ساهم في التنوع المطبخي في الجزائر.